# Долговский (Новосибирская область)
Долговский — упразднённый посёлок в Коченёвском районе Новосибирской области России. Располагался на территории современного Леснополянского сельсовета. Исключен из учётных данных в 1971 г.

## География
Располагался в лесном массиве, ныне урочище Долгое, в 6 км (по прямой) к юго-востоку от поселка Ольшанский. На месте поселка сохранился пруд и кладбище.

## История
Основан в 1907 году. В 1928 году посёлок Долговский состоял из 74 хозяйств. В нём располагалась школа 1-й ступени. В административном отношении входил в состав Сартаковского сельсовета Коченёвского района Новосибирского округа Сибирского края.

## Население
В 1926 году в поселке проживало 405 человек (212 мужчин и 193 женщины), основное население — белоруссы.